# サン・ミゲル火山
サン・ミゲル火山（サン・ミゲルかざん）（スペイン語：Volcán de San Miguel）、またはチャパラスティーケ火山（スペイン語：Volcán Chaparrastique）は、エルサルバドルの首都・サンサルバドルから東に140km離れた都市サン・ミゲルに位置する火山である。
2013年12月29日に噴火し、多量の火山灰を含んだ噴煙が上空5〜10キロまで噴き上がった。エルサルバドルの民間保護当局は警戒を呼び掛けると同時に、予防措置として火山から半径3キロ以内の居住区に住む住民の避難を促した。

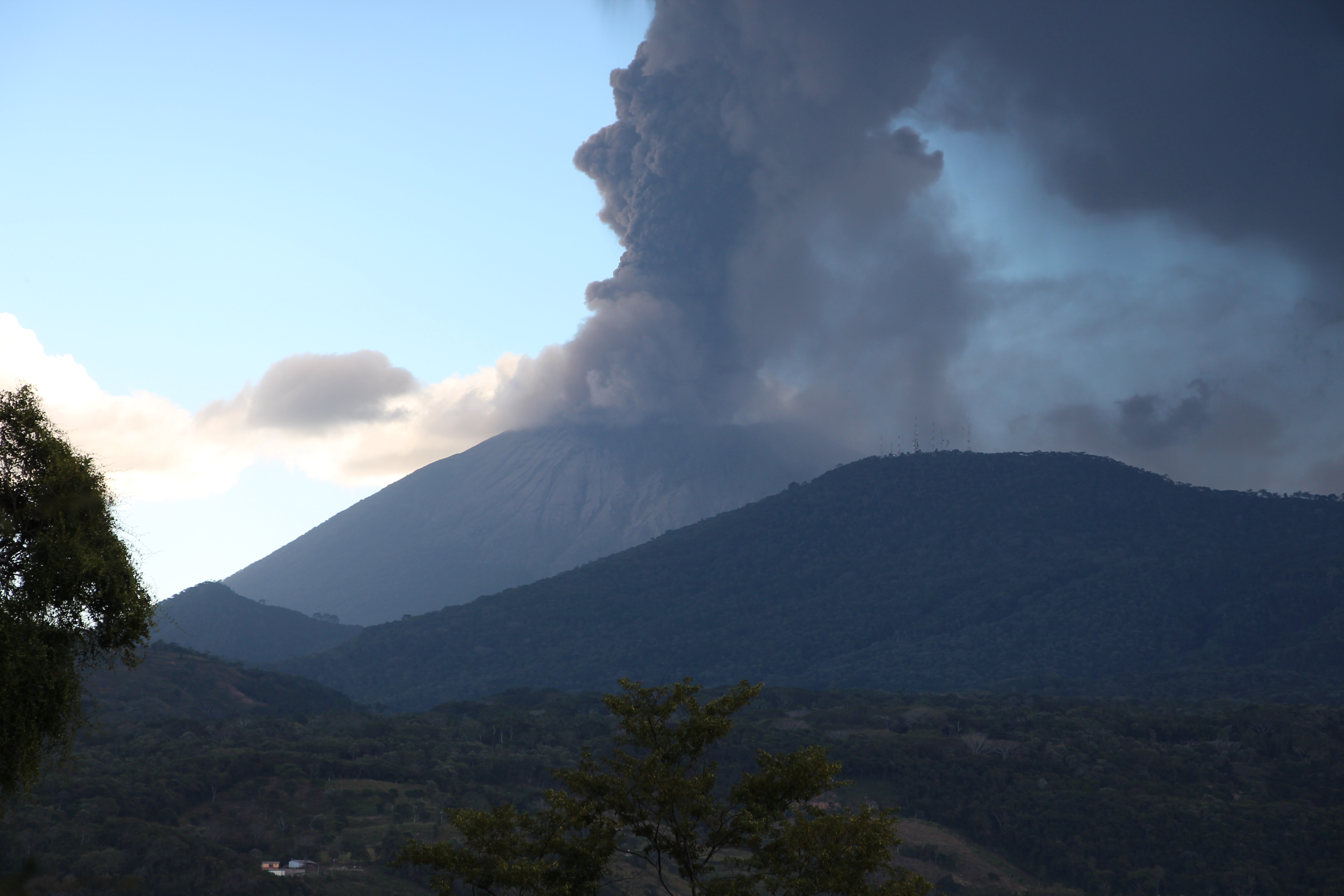
2013年12月29日の噴火

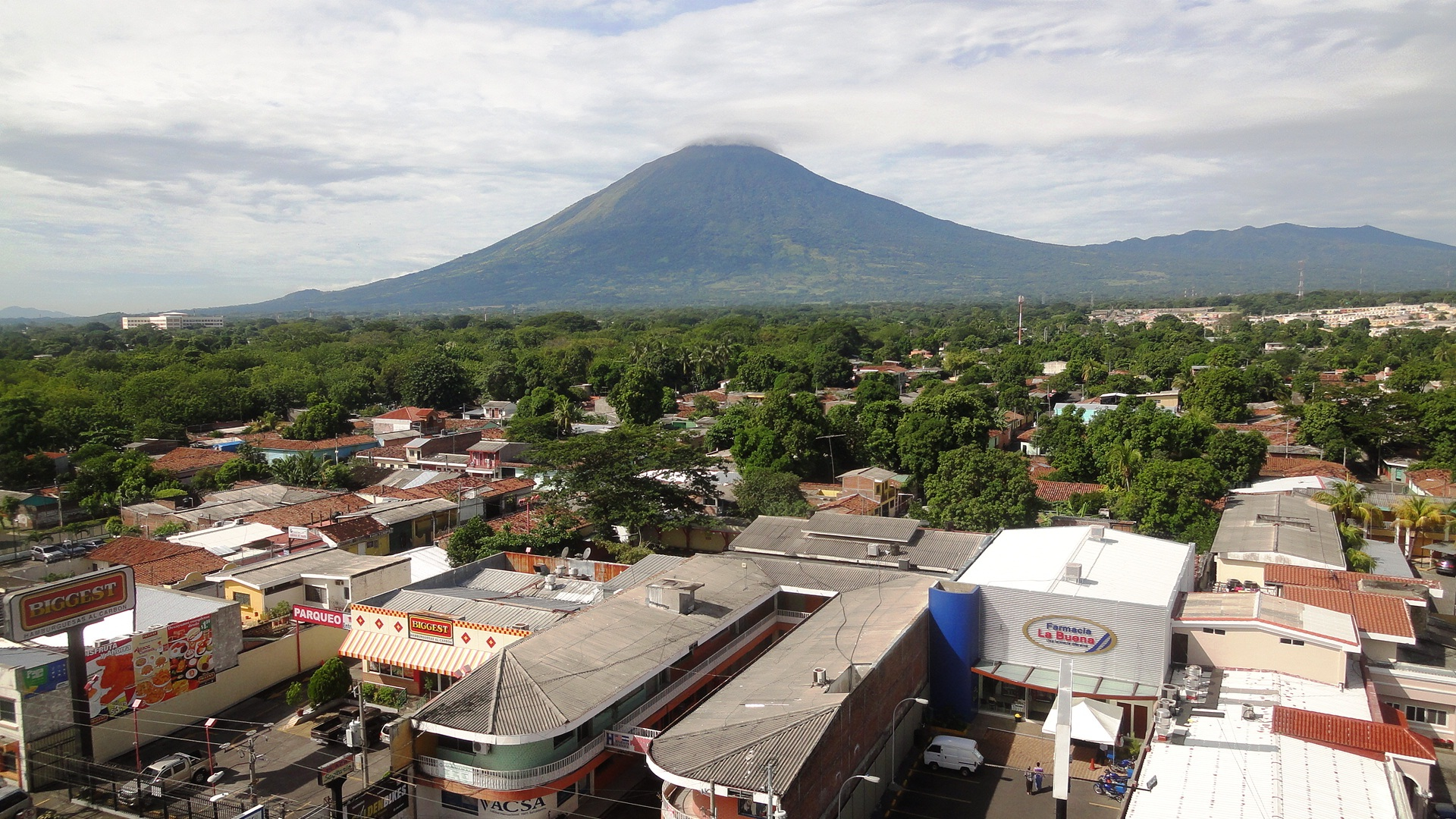
サン・ミゲルの街並と同山

## 関係項目
ウィキメディア・コモンズには、サン・ミゲル火山に関するカテゴリがあります。